# Дни России в странах Латинской Америки

Дни России в странах Латинской Америки (также Дни русской духовной культуры в Латинской Америке) — церковно-общественные мероприятия, проводившиеся с 17 октября по 17 ноября 2008 года в семи государствах и 10 городах Латинской Америки: Гавана (Куба), Сан-Хосе (Коста-Рика), Каракас (Венесуэла), Рио-де-Жанейро, Бразилиа, Сан-Паулу (Бразилия), Буэнос-Айрес, Мар-дель-Плата (Аргентина), Сантьяго (Чили) и Асунсьон (Парагвай).
По всему маршруту с участниками следовала икона Божией Матери «Державная», которая впервые была пренесена в Южную Америку, совершались богослужения, были организованы выставки «Православная Русь» и «Современная Россия», семинары соотечественников. С 17 октября по 14 ноября Хор московского Сретенского монастыря в составе 42 певцов дал одиннадцать концертов во всех городах, где проходили официальные мероприятия, связанные с «Днями России». Хор смогли послушать тысячи жителей Латинской Америки.
Организатором торжество выступил Российский центр международного научного и культурного сотрудничества при Министерстве иностранных дел России, при поддержке Министерства культуры и Русской Православной Церкви. Делегация, представляющая в семи странах Центральной и Латинской Америки Россию, составила около 200 человек.
В духовных и светских акциях программы приняли участие глава Отдела внешних церковных связей Московского патриархата митрополит Кирилл (Гундяев), митрополит Аргентинский и Южноамериканский Платон (Удовенко), первоиерарх Русской Зарубежной Церкви митрополит Восточно-Американский и Нью-Йоркский Иларион (Капрал), архиепископ Хустский и Виноградовский Марк (Петровцы), архиепископ Рязанский и Касимовский Павел (Пономарёв), епископ Домодедовский Евтихий (Курочкин), епископ Каракасский Иоанн (Берзинь), клирики Русской православной церкви, представители государственных учреждений и общественности России. В пул журналистов, освещавших поездку, вошли Елена Ямпольская, Владислав Петрушко, Кирилл Парменов, Евгения Жуковская, Ольга Кирьянова, Ольга Липич и др.
Основной целью проведения Дней России стало «свидетельство о возрождении России, об истории и современной жизни Русской Церкви, о плодах воссоединения Русской Зарубежной Церкви с Церковью в Отечестве, а также укрепление духовных и культурных связей между Россией и странами региона, российскими соотечественниками и Родиной», оказании поддержки русским соотечественникам.

## Подготовка
По словам секретаря по межправославным связям Московского Патриархата протоиерея Николая Балашова, в Южной Америке Дни России стали «как бы продолжением поездки совместной делегации РПЦ и Русской православной церкви за границей по епархиям и приходам Северной Америки, Австралии и Западной Европы. Эта поездка, состоявшаяся вскоре после подписания 17 мая 2007 года Акта о каноническом общении, восстановившего единство Московского патриархата с русским зарубежьем, имела большой успех и на практике объединяла верующих в совместных богослужениях и духовном общении в удаленных от России епархиях».
Вопрос о проведении Дней российской духовной культуры в странах Латинской Америки обсуждался 23 февраля 2008 года на встрече председателя Отдела внешних церковных связей митрополита Смоленского и Калининградского Кирилла (Гундяева) с делегацией Русской Зарубежной Церкви во главе с митрополитом Восточно-Американский и Нью-Йоркским Лавром (Шкурлой) в гостинице «Даниловская».
30 апреля 2008 года глава МИД РФ Сергей Лавров, выступая на торжественном приёме по случаю православной Пасхи в особняке российского МИД, объявил, что МИД РФ и Русская Православная Церковь в 2008 году проведут Дни русской духовной культуры в семи странах Латинской Америки.
По словам Николая Балашова «Первоначально этот проект носил название „Дни русской духовной культуры в странах Латинской Америки“. В процессе работы идея была расширена — с тем, чтобы познакомить как наших соотечественников, так и других жителей латиноамериканских стран с современной жизнью России и её народа».
10 октября 2008 года Первоиерарх Русской Зарубежной Церкви митрополит Иларион (Капрал) в преддверии «Дней русской духовной культуры» в Латинской Америке обратился с посланием, в котором выразил надежду, что «эта поездка благотворно повлияет на дальнейшее развитие и углубление нашего единства и совместного служения Богу и людям» и призвал верующих «помолиться перед Державной иконой Божией Матери, принять участие в совместных богослужениях и причаститься Святых Христовых Таин, воспользоваться возможностью пообщаться с нашими соотечественниками и узнать больше о положении Церкви в России, послушать умилительное пение хора».
15 октября 2008 года в РИА Новости состоялась пресс-конференция, посвященная Дням России в странах Латинской Америки. Как подчеркивают организаторы, основными целями предстоящих мероприятий являются развитие и укрепление политических, научных, экономических, культурных, духовных и социальных связей России со странами региона.
17 октября того же года Патриарх Алексий II направил приветствие по случаю проведения «Дней России в Латинской Америке», в котором отметил «надеюсь, что Дни русской духовной культуры в Латинской Америке послужат сплочению наших соотечественников в данном регионе, укреплению их духовных связей с Родиной».

## Куба
17 октября в Гавану прибыл председатель Отдела внешних церковных связей Московского Патриархата митрополит Смоленский и Калининградский Кирилл. В аэропорту участников делегации встречали Посол России на Кубе Михаил Камынин, Посол России в Гватемале Николай Владимир, председатель отдела религии центрального комитета Коммунистической партии Кубы Каридад Диего Бельо, настоятель Казанского храма в Гаване протоиерей Владимир Клюев, представители местной власти, сотрудники Российского посольства.
18 октября состоялся форум соотечественников, посвящённый теме «Россия сегодня: общественно-политический, экономический, духовный потенциал». Мероприятия продолжились показом российских фильмов, а завершился день праздничным всенощным бдением в Казанской церкви Гаваны.

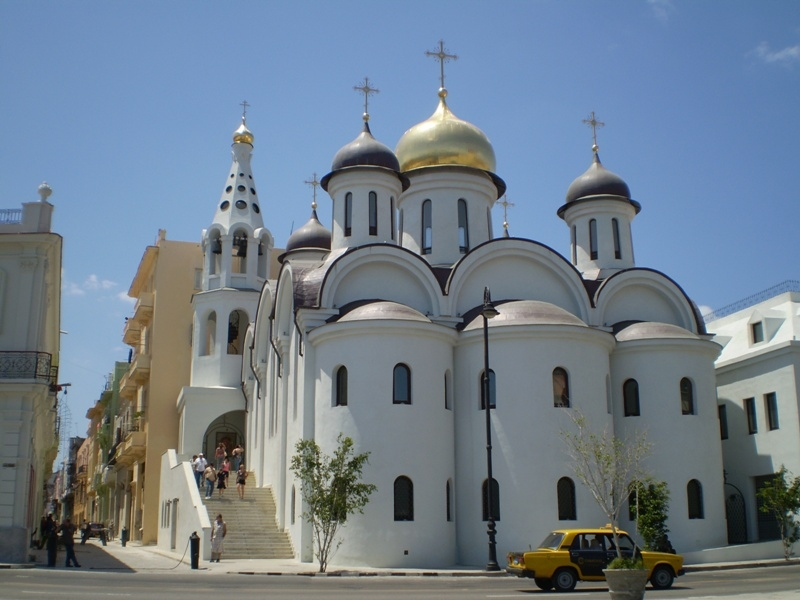
Храм Казанской иконы Божией Матери в Гаване

18 октября председатель митрополит Смоленский и Калининградский Кирилл совершил вечерню в Казанской церкви Гаваны, который был построен кубинцами за четыре года в знак уважения и любви к русскому народу. За богослужением пел хор московского Сретенского монастыря. На богослужении присутствовал Посол Российской Федерации на Кубе Михаил Камынин.
В тот же день митрополит Смоленский и Калининградский Кирилл в сопровождении архиепископа Марка (Петровцы), архиепископа Павла (Пономарёва), епископ Евтихия (Курочкина), протоиерея Николая Балашова, председатель отдела религий центрального комитета Коммунистической партии Кубы Каридад Диего Бельо, представителей Российского и Кубинского государств поселил Институт генной инженерии и биотехнологий Кубы.
19 октября митрополит Смоленский и Калининградский Кирилл в сослужении архиепископа Хустского и Виноградовского Марка, архиепископа Рязанского и Касимовского Павла, епископа Домодедовского Евтихия совершил освящение храма в честь Казанской иконы Божией Матери в Гаване. На торжественно освящении присутствовали: глава Кубинского государства Рауль Кастро, делегация Государственного Думы Федерального Собрания Российской Федерации во главе с заместителем председателя Думы Любовью Слиской, Посол России на Кубе Михаил Камынин, главный историк Гаваны Эусебио Леаль, российские дипломаты и их семьи, многочисленные соотечественники. Митрополита Смоленского и Калининградского Кирилл по поводу освящения храма сказал:

Сегодня великий день. Пройдут годы и десятилетия, пройдут века, а этот величественный и прекрасный храм будет напоминать о том, что сделало наше поколение, что сделали политические деятели Кубы и кубинский народ в ответ на ту любовь и ту жертву, которую два поколения наших людей принесли свободно и радостно, чтобы поддержать дух свободы и независимости. Благодарим, что вы помните это.

В тот же день в здании Государственного совета Республики Куба митрополит Смоленский и Калининградский Кирилл вручил Раулю Кастро орден святого благоверного князя Даниила Московского I степени «во внимание к помощи в строительстве Казанского храма в Гаване». Информация о состоявшейся встрече главы делегации Русской Православной Церкви с председателем Совета министров Республики Куба Раулем Кастро, а также об освящении Казанского храма в Гаване и выступлении хора московского Сретенского монастыря опубликована на первых страницах центральных национальных газет «Granma» и «Trabajadores».
В тот же день в Соборе святого Франциска Ассизского в Гаване прошёл концерт Хора Московского Сретенского монастыря, на котором присутствовали: Рауль Кастро, митрополит Смоленский и Калининградский Кирилл, Любовь Слиска, Посол России на Кубе Михаил Камынин, также члены официальной делегации, прибывшие на Кубу для участия в «Днях России в странах Латинской Америки», представители государственной власти Республики Куба.
В тот же день в Гаване прошла торжественная церемония открытия выставки «Православная Русь», которая была посвящена жизни Православной Церкви в России, строительству и восстановлению храмов, социальной работе Церкви, важнейшим событиям церковной жизни, в том числе подписанию Акта о каноническом общении между Московским Патриархатом и Русской Зарубежной Церковью. По словам заместителя председателя Государственной Думы Любови Слиски: «Когда мы с вами будем осматривать экспозицию выставки, то увидим очень много добрых, счастливых лиц. Сегодня они были и в храме во время богослужения. Надеюсь, в скором времени фонд выставочных фотографий пополнится ещё и фотографиями с Кубы». При этом митрополит Кирилл отметил, что из-за сложного перелёта в Гавану не было возможности привезти всю экспозицию «Православной Руси». Президент группы компаний «Рестэк» Сергей Трофимов пообещал кубинцам найти возможность в скором времени привезти в Гавану расширенную экспозицию выставки «Православная Русь».
20 октября митрополит Смоленский и Калининградский Кирилл и заместитель Председателя Государственной Думы Федерального Собрания России Любовь Слиска посетили мемориал советским воинам-интернационалистам близ Гаваны.
В тот же день в Гаване прошла встреча митрополита Смоленского и Калининградского Кирилла с первым секретарём Центрального комитета Фиделем Кастро.
В тот же день в Посольстве Российской Федерации прошёл торжественный приём по случаю освящения храма Казанской иконы Божией Матери в Гаване и завершения на Кубе мероприятий, проходивших в рамках Дней России в Латинской Америке. Перед началом церемонии состоялось награждение тех, кто послужил в деле создания в столице Кубы русской церкви. Во время приёма митрополит Кирилл провёл несколько встреч с представителями местной власти и обсудил развитие кубинско-российских отношений.
По окончании приёма российская делегация отправилась в аэропорт. Гостей провожали; Каридад Диего Бельо, российский посол Михаил Камынин, заместитель министра иностранных дел Кубы Дагоберто Родригес, настоятель храма Казанской иконы Божией Матери в Гаване протоиерей Владимир Клюев.

## Коста-Рика
18 октября в полдень Первоиерарх РПЦЗ Митрополит Иларион (Капрал) в сопровождении епископа Иоанна (Берзиня), для которого этот визит стал первым посещением его епархии, прибыл из Нью-Йорка в Сан-Хосе, столицу Коста-Рики, чтобы присоединиться к основной делегации Русской Православной Церкви. В аэропорту митрополита Илариона встречал посол России в Коста-Рике Валерий Николаенко с сотрудниками посольства и некоторыми членами русской общины. После встречи делегация проследовала в дом семьи Родиона и Елены Арагон, где гостей ждала основная часть общины с протоиереем Даниилом Макензи (своего храма у общины РПЦЗ в Коста-Рике тогда не было).
Вечером того же дня митрополит Иларион и епископ Каракасский Иоанн на дому у семьи Арагонов совершили всенощное бдение. На полиелей вышел епископ Иоанн в сослужении протоиерея Даниила и клирика Московского Патриархата иерея Александра Горбунова, окормляющего русские приходы в Панаме, Колумбии и Эквадоре.
19 октября митрополит Иларион совершил Божественную литургию в сослужении протоиерея Даниила Маккензи и иерея Александра Горбунова. За Божественной литургией митрополит Иларион рукоположил во диакона Рафаила Мартинеса-Гонсалеса. На следующий день во время Божественной литургии митрополит Иларион рукоположил диакона Рафаила в сан священника.
20 октября посол России Валерий Николаенко в своей резиденции устроил обед в честь Митрополита Илариона, который прошёл в теплой и дружественной атмосфере.
Поздним вечером того же дня в Сан-Хосе прибыла основная часть российской делегация во главе с митрополитом Смоленским и Калининградским Кириллом. В аэропорту митрополита Кирилла встречали Посол России в Коста-Рике Валерий Николаенко, настоятель прихода Русской Православной Церкви в Панаме протоиерей Александр Горбунов, директор департамента культов Министерства иностранных дел и культов Республики Коста-Рика Посол Мануэль Барантес.
Программа мероприятий открылась водосвятным молебном в приходе в честь Владимирского образа Пресвятой Богородицы Русской Зарубежной Церкви, который возглавил митрополит Кирилл. За богослужением молились митрополит Восточно-Американский и Нью-Йоркский Иларион (Капрал), архиепископ Хутский и Виноградовский Марк (Петровцы), архиепископ Рязанский и Касимовский Павел (Пономарёв), епископ Домодедовский Евтихий (Курочкин) и епископ Каракасский Иоанн (Берзинь). После молебна митрополит Кирилл сказал:

Мы с радостью прибыли в Коста-Рику для того, чтобы совершить молитву вместе с вами. Мы — это делегация Русской Православной Церкви, некогда разделённой, а ныне единой, которая объединяет всех верных чад, живущих в России, на Украине и других странах бывшего Советского Союза, а также по всему миру; мы приехали, чтобы помолиться вместе с вами, чтобы поддержать единство Церкви, радость, которую мы приняли умом и ощутили всем своим сердцем.

Афиша Хора Московского Сретенского монастыря в Коста-Рике

На память о своём посещении митрополит Кирилл вручил старосте общины Н. И. Захарову Казанскую икону Божией Матери.
21 октября в столице Республики Коста-Рика прошёл форум соотечественников. Официальную церемонию открытия мероприятия возглавили митрополит Смоленский и Калининградский Кирилл, Посол Российской Федерации в Коста-Рике Валерий Николаенко, заместитель министра культуры Андрей Бусыгин, заместитель директора департамента информации и печати Министерства иностранных дел России Алексей Сазонов.
В тот же день в Посольстве России в Сан-Хосе посол Валерий Николаенко дал торжественный приём по случаю проведения в этой стране мероприятий Дней России в странах Латинской Америки, почётными гостями мероприятия стали председатель Отдела внешних церковных связей Московского Патриархата митрополит Смоленский и Калининградский Кирилл, митрополит Восточно-Американский и Нью-Йоркский Иларион (Капрал), архиепископ Хутский и Виноградовский Марк (Петровцы), архиепископ Рязанский и Касимовский Павел (Пономарёв), епископ Домодедовский Евтихий (Курочкин), епископ Каракасский Иоанн (Берзинь), заместитель министра культуры Российской Федерации А. Е. Бусыгин, заместитель министра иностранных дел и культов Республики Коста-Рика Эдгард Угальде.
В тот же день президент Коста-Рики Оскар де Хесус Ариас Санчес посетил Национальный театр Коста-Рики, где была развернута выставка «Православная Русь» и прошёл концерт Хора московского Сретенского монастыря под управлением Никона Жилы. На выступление собралось около тысячи слушателей, заполнивших зал до отказа. Там же состоялась беседа председателя митрополита Кирилла с Президентом Республики Коста-Рика.
В полдень 22 октября делегация покинула Республику Коста-Рика и отправилась в Венесуэлу.

## Венесуэла
22 октября российская делегация во главе с митрополитом Смоленским и Калининградским Кириллом прибыла в аэропорт близ Каракаса, где гостей встречали министр иностранных дел Республики Николас Мадуро, заместитель министра иностранных дел по делам Европы Алехандро Флеминг, Посол Российской Федерации в Венесуэле Михаил Орловец. Министр иностранных дел Венесуэлы отметил, что делегация приехала на землю тех, кто «очень уважает и любит Россию и её народ». По его словам, Венесуэла «давно ждала Дни русской духовной культуры». После небольшой пресс-конференции в здании аэропорта, делегация отправилась в гостиницу. Как отметил архиепископ Рязанский и Касимовский Павел (Пономарёв), «В Венесуэле <…> очень серьёзная криминальная ситуация. Мы там ходили только под охраной, нас предупредили, что без охраны нас наверняка ограбят, белые люди для тамошних грабителей — это находка».
В 8 часов вечера того же дня в Посольстве России в Венесуэле прошёл приём по случаю открытия Дней России, в котором приняли участие митрополит Смоленский и Калининградский Кирилл, митрополит Восточно-Американский и Нью-Йоркский Иларион (Капрал), архиепископ Хустский и Виноградовский Марк (Петровцы), архиепископ Рязанский и Касимовский Павел (Пономарёв), епископ Домодедовский Евтихий (Курочкин), епископ Каракасский Иоанн (Берзинь), представители государственной власти Венесуэлы. Первоиерарх Русской Зарубежной Церкви представил соотечественникам, собравшимся в Российском Посольстве, правящего архиерея — епископа Каракасского Иоанна.
23 октября в Каракасе состоялась встреча митрополита Смоленского и Калининградского Кирилла с Председателем Национальной ассамблеи Республики Венесуэла Силия Флорес, во время которой митрополит Кирилл отметил, что между народами России и Венесуэлы существуют разнообразные связи, и российская делегация прибыла в Каракас, чтобы «укрепить связь на уровне сердец». Митрополит Кирилл выступил с речью на заседании Парламента Венесуэлы. Речь транслировалась в прямом эфире национального телевидения и широко освещалась в венесуэльских средствах массовой информации.
В тот же день митрополит Смоленский и Калининградский Кирилл встретился с вице-президентом Республики Венесуэла Рамоном Каррисалесом. В тот же день в Каракасе, в резиденции Президента, прошла встреча митрополита Смоленского и Калининградского Кирилла с Президентом Венесуэлы Уго Чавесом. В ходе встречи Президент предложил своё содействие строительству в Каракасе нового православного русского храма, отвечающего уровню тех отношений, которые складываются между Россией и Венесуэлой в последние годы.

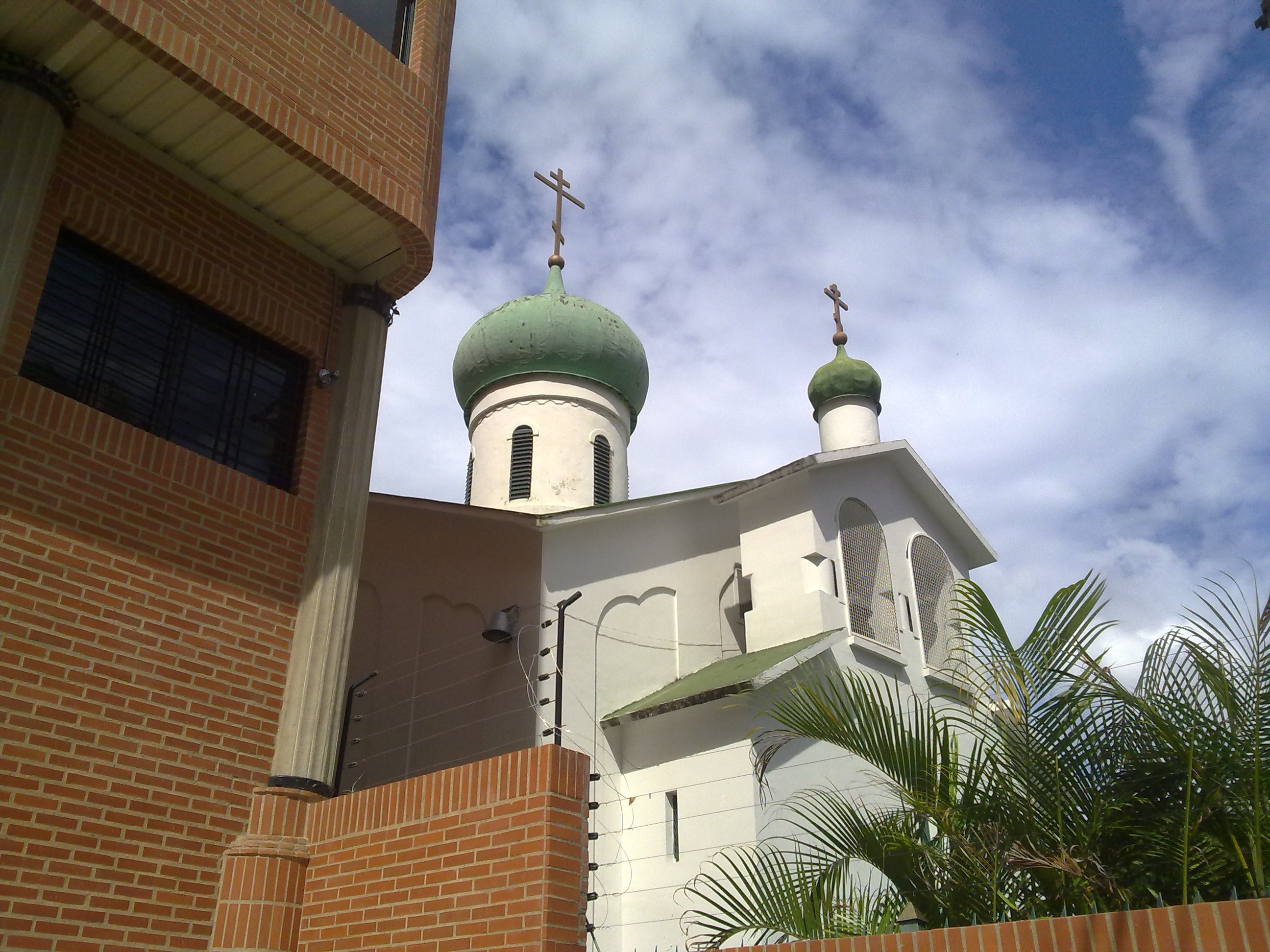
Никольский собор в Каракасе

В тот же день в церкви во имя святителя Николая в Каракасе митрополит Восточно-Американский и Нью-Йоркский Иларион (Капрал) совершил перед Державной иконой Царицы Небесной водосвятный молебен. Митрополиту Илариону сослужили протоиерей Павел Воронов и священник Кирилл Жолткевич, окормляющие приходы РПЦЗ в Венесуэле. За богослужением молились митрополит Кирилл (Гундяев), архиепископ Марк (Петровцы), архиепископ Павел (Пономарёв), епископ Евтихий (Курочкин), епископ Иоанн (Берзинь). Митрополит Иларион, обращаясь к многочисленным соотечественникам, собравшимся в этот день, отметил, что прибытие великой святыни в Венесуэлу стало возможным только после того, как было восстановлено единство в Русской Церкви и представил пастве нового правящего архиерея — епископа Каракасского Иоанна, который впервые прибыл в Венесуэлу. В свою очередь, митрополит Смоленский и Калининградский Кирилл поздравил прихожан со знаменательным событием и призвал их к единению в молитве: «Молясь в храме, мы умножаем наши силы». Он также подчеркнул, что именно в Церкви совершается преодоление разногласий между людьми. На память о визите митрополит Кирилл передал в дар храму икону Спасителя.
Мероприятия «Дней России» в Каракасе завершились вечером 23 октября концертом хора московского Сретенского монастыря, который с огромным успехом прошёл в театре Хосе Феликса Рибаса. Попасть в сравнительно небольшое здание театра смогли далеко не все желающие. В результате поклонники музыки, которым не хватило билетов на концерт, устроили у входа в театр акцию протеста, утихомиривать которую пришлось вызванному наряду городской полиции. Те же, кому посчастливилось услышать пение хора Сретенского монастыря, выражали свой восторг самым бурным образом, а по окончании выступления встретили певчих на выходе шумной овацией.
24 октября в 11 часов утра делегация согласно расписанию отбыла в Рио де Жанейро. Как и планировалось ранее, митрополит Кирилл отделился от основной делегации и, после отъезда делегации в Бразилию, направился в Колумбию.

## Колумбия
24 октября митрополит Смоленский и Калининградский Кирилл в сопровождении протодиакона Андрея Пасхина, отделившийся от основной делегации, прибыл из Каракаса в аэропорт Боготы, где его встречал Посол России Владимир Трухановский, священник Александр Горбунов и представители местной православной общины.
В тот же день митрополит Кирилл посетил посольство России в Боготе, где в его честь российским дипломатическим представителем Владимиром Трухановским был дан торжественный ужин.
25 октября митрополит Кирилл отслужил водосвятный молебен в здании торгового представительства России в Боготе и встретился с многочисленными прихожанами Русской Православной Церкви, обсудив перспективы развития прихода Московского Патриархата в Боготе. В этот же день делегация отбыла в Эквадор.

## Эквадор
25 октября митрополита Смоленский и Калининградский Кирилл в сопровождении протодиакона Андрея Пасхина прибыл в Эквадор. В аэропорту его встречали посол Российской Федерации Валентин Богомазов, настоятель Свято-Троицкого прихода в Кито протоиерей Алексей Карпов, сотрудники российского дипломатического представительства, прихожане.
26 октября митрополит Смоленский и Калининградский Кирилл в сослужении протоиерея Алексия Карпова и протодиакона Андрея Пасхина совершил Божественную литургию в Свято-Троицком приходе города Кито. За литургией молился посол России в Эквадоре В. М. Богомазов, многочисленные богомольцы из числа русской общины страны, после чего состоялась беседа с прихожанами.
В тот же день президент Общества дружбы Эквадор-Россия и председатель ассоциации выпускников российских и советских вузов Хосе Идальго дал обед в честь митрополита Кирилла.
Вечером того же дня состоялась встреча митрополит Кирилла с руководством Свято-Троицкого прихода, в которой приняли участие настоятель православной общины протоиерей Алексей Карпов и староста прихода Валентина Ерёмина.
27 октября митрополит Смоленский и Калининградский Кирилл был принят Президентом Эквадора Рафаэлем Корреа. В беседе участвовали министр иностранных дел Эквадора Мария Исабель Сальвадор, посол России Валентин Богомазов и настоятель Свято-Троицкого прихода в Кито протоиерей Алексей Карпов. Рафаэль Корреа приветствовал идею строительства в столице Эквадора русского православного храма и высказал пожелание присутствовать на его освящении, а в заключение беседы сказал, что даже в самые сложные моменты новейшей истории России он был уверен в том, что эта страна, несмотря ни на что, восстановит свой высокий статус и свою роль на международной арене.
В тот же день митрополит Кирилл встретился с министром по делам правительства, культов, полиции и территориальных образований Фернандо Бустаманте, во встрече приняли участие посол России в Эквадоре Валентин Богомазов, настоятель Троицкой общины в Кито протоиерей Алексий Карпов и староста русского православного прихода Валентина Ерёмина. Министр выразил поддержку инициативам Русской Православной Церкви, направленным на пастырское окормление соотечественников и православных эквадорцев.

## Бразилия

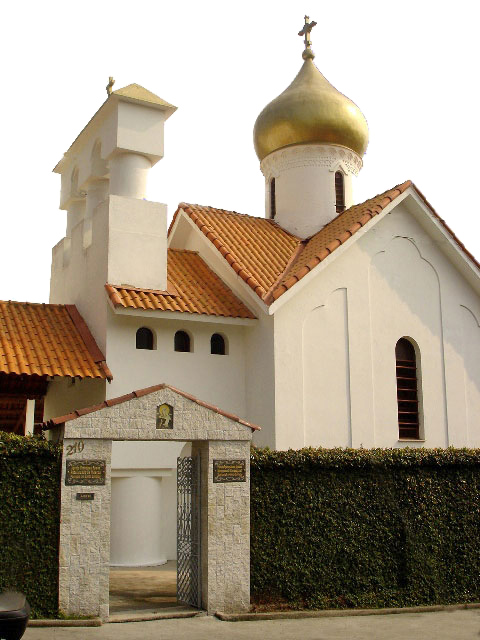
Церковь святой мученицы Зинаиды

25 октября митрополит Аргентинский и Южно-Американский Платон и митрополит Восточно-Американский и Нью-Йоркский Иларион возглавили торжественное богослужение в храме святой мученицы Зинаиды в Рио-де-Жанейро по случаю престольного праздника. Им сослужили архиепископ Марк (Петровцы), архиепископ Павел (Пономарёв), епископ Евтихий (Курочкин), епископ Каракасский Иоанн (Берзинь), наместник московского Сретенского монастыря архимандрит Тихон (Шевкунов), благочинный Бразильского округа протоиерей Анатолий Топала, сотрудник ОВЦС протоиерей Николай Балашов, настоятель церкви мученицы Зинаиды священник Василий Гелеван. За богослужением молились представители Константинопольской, Антиохийской, Польской Православных Церквей, а также участники Дней России в странах Латинской Америки. В церковь был принесён «Державный» образ Царицы Небесной, сопровождающий делегацию. Первоиерарх Русской Зарубежной Церкви пожелал всему духовенству и пастве благодатных даров, чтобы «Православие воссияло в Бразилии и во всей Южной Америке».
При этом совершить богослужение храмах Русской зарубежной церкви в Бразилии оказалось невозможным, так как всё духовенство РПЦЗ в Бразилии не приняло акт о каноническом общении и ушло вместе с храмами в агафангеловский раскол.
В тот же день в бывшем католическом соборе Божией Матери «Кармелито» митрополит Аргентинский и Южно-Американский Платон и митрополит Восточно-Американский и Нью-Йоркский Иларион возглавили открытие выставки «Православная Русь» и фотовыставки «Современная Россия». Участники «Дней России в странах Латинской Америки» встретились с соотечественниками, проживающими в Рио-де-Жанейро. В ходе развернувшейся дискуссии обсуждалась проблема сохранения национальной культуры и русского языка на чужбине.
Вечером этого же дня епископ Домодедовский Евтихий совершил в церкви мученицы Зинаиды Всенощное бдение, за богослужением молились митрополит Платон (Удовенко), митрополит Иларион (Капрал), архиепископ Марк (Петровцы), архиепископ Павел (Пономарёв), епископ Иоанн (Берзинь).

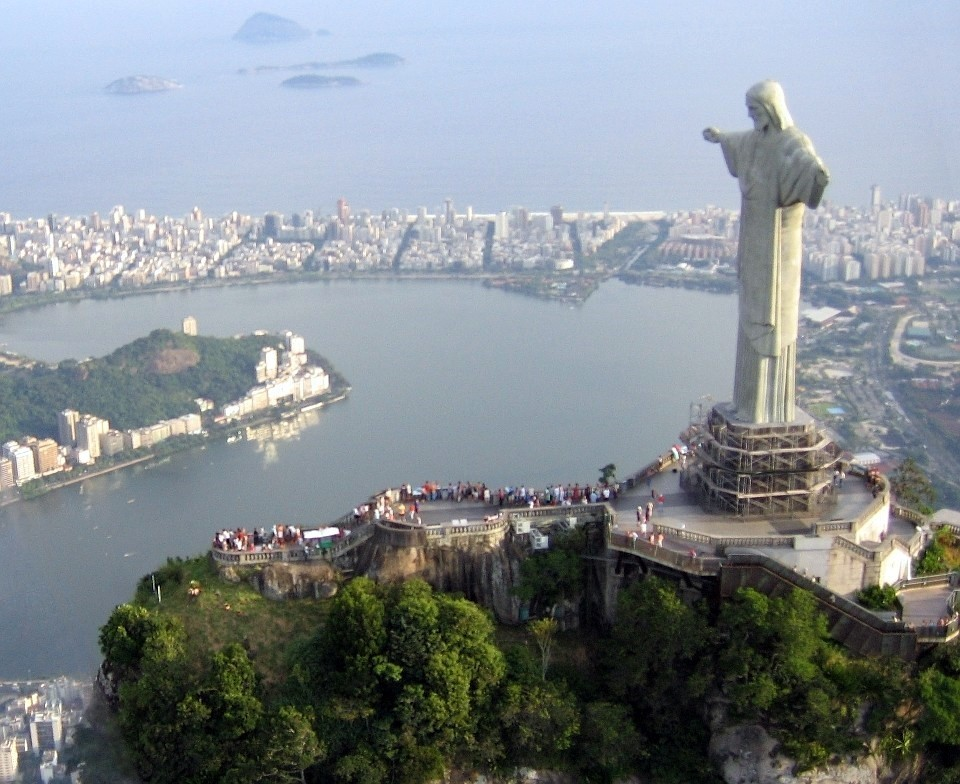
Статуя Христа-Искупителя на горе Корковаду

26 октября на горе Корковаду в Рио-де-Жанейро, у подножия 38-метровой статуи Христа Спасителя митрополит Аргентинский и Южно-Американский Платон (Удовенко) и митрополит Восточно-Американский и Нью-Йоркский Иларион (Капрал) возглавили божественную литургию под открытым небом при пении Хора московского Сретенского монастыря. На Горнем месте была установлена привезенная из России Державная икона Пресвятой Богородицы. Им сослужили архиепископ Марк (Петровцы), архиепископ Павел (Пономарёв), епископ Евтихий (Курочкин), епископ Каракасский Иоанн (Берзинь), члены российской делегации в священном сане. На богослужении присутствовал глава Государственной корпорации по атомной энергии «Росатом» Сергей Кириенко. По его завершении у подножья статуи Иисуса Христа развернули российский флаг, который поддерживали и воодушевлённые бразильцы, и туристы из других стран.
Митрополит Платон отметил «в этот святой день ко Господу возносились наши молитвы о благословенной стране Бразильской, о русских людях, проживающих в Отечестве и рассеянии, о православных Бразилии и о единстве нашей Церкви». Говоря о восстановлении единства Русской Православной Церкви, он отметил, что, «к сожалению, до сих пор ещё не все братья разделяют эту радость, однако мы молимся, чтобы Господь исцелил раны разделения».
Завершилась праздничная программа Дней России в Рио-де-Жанейро концертом хора московского Сретенского монастыря в бывшем кафедральном соборе Божией Матери «Кармелито». Переполненный до отказа зал не мог вместить всех желающих услышать пение русских хористов, и многие слушатели стояли не только в проходах и по окружности собора. Вечером этого же дня делегация отбыла в Сан-Паулу.

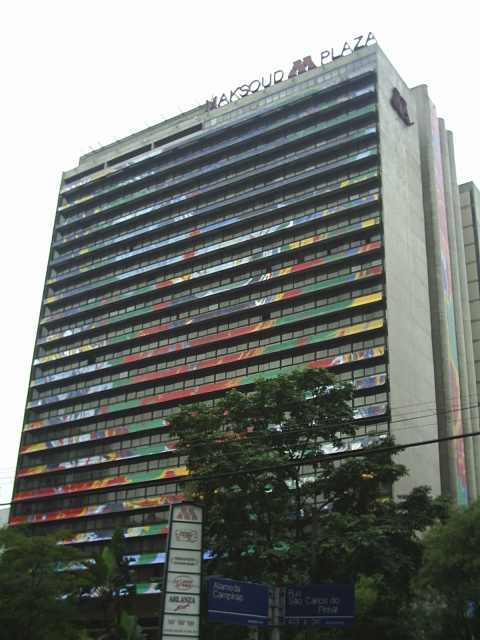
Отель «Maksoud Plaza»

27 октября в отеле «Максуд Плаза» в Сан-Паулу митрополит Аргентинский и Южно-Американский Платон (Удовенко) открыл приём по случаю проведения Дней России в Бразилии. На приёме присутствовали представители дипломатического корпуса, духовенства Русской и Антиохийской православных церквей, многочисленные представители русской и бразильской общественности. Первоиерарх Русской Православной Церкви за границей митрополит Восточно-Американский и Нью-Йоркский Иларион отметил, что «единство Русской Зарубежной Церкви с Церковью в Отечестве, обретенное в прошлом году, приносит великую пользу православным людям. И Дни России помогут в этом многим убедиться». В заключение иерарх Антиохийского Патриархата митрополит Сан-Паульский и всей Бразилии Дамаскин (Мансур) заявил, что прибытие русской делегации в Сан-Паулу является большой радостью для жителей города, в особенности — православных христиан, отметив, что «самым сильным оружием России, которое помогает духовно покорить сердца всего человечества, является присутствие Русской Православной Церкви в самых разных странах мира, а также русское искусство».
28 октября в соборе монастыря святого Бенедикта в Сан-Паулу прошёл концерт Хора московского Сретенского монастыря, который поселили более тысячи человек. Толпы людей стояли на площади перед монастырем в надежде попасть на концерт.

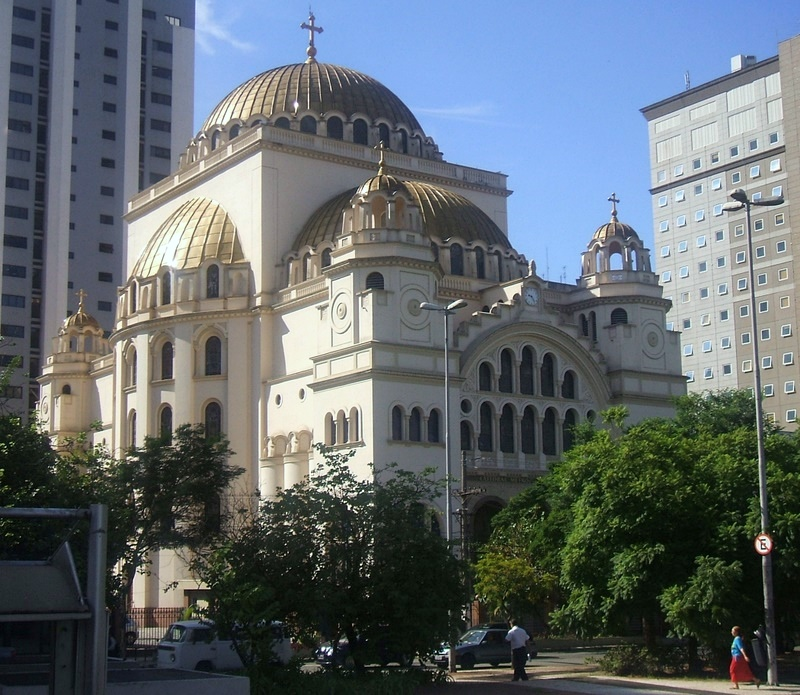
Петропавловский кафедральный собор в Сан-Паулу

В тот же день митрополит Восточно-Американский и Нью-Йоркский Иларион (Капрал), митрополит Сан-Паулу и всей Бразилии Дамаскин (Антиохийский Патриархат), митрополит Аргентинский и Южно-Американский Платон (Удовенко), архиепископ Хустский и Виноградовский Марк (Петровцы), архиепископ Рязанский и Касимовский Павел (Пономарёв), епископ Домодедовский Евтихий (Курочкин), епископ Каракасский Иоанн (Берзинь) совершили Божественную литургию в соборе апостолов Петра и Павла в Сан-Паулу, кафедральном храме Бразильской митрополии Антиохийского Патриархата. За богослужением пел Хор Московского сретенского монастыря. На богослужении присутствовали генеральный консул России в Сан-Паулу Анатолий Капко, генеральные консулы Сирии Рази Диб, Ливана Жозеф Саях, Греции Евстафиос Параделис, представитель министерства иностранных дел Бразилии в Сан-Паулу посол Реми де Оливейра. Многочисленные прихожане молились перед Державной иконой Божией Матери. По окончании литургии митрополит Иларион поблагодарил главу митрополита Дамаскина за предоставленную возможность совместного служения, отметив: «В Вашем лице мы приветствуем древнюю апостольскую Церковь святой Антиохии, которая была основана первоверховными апостолами Петром и Павлом», подчеркнув, что миссионерская традиция от святого апостола Павла «остается живой в Антиохийской Церкви до сего дня». Также прозвучали слова благопожеланий тем, кто «не смог причаститься вместе со всеми, потому что пока не принял объединение Русской Православной Церкви».
В тот же день по просьбе генерального консула России в Сан-Паулу Анатолий Капко митрополит Восточно-Американский и Нью-Йоркский Иларион (Капрал) совершил освящение здания Генерального консульства России. На освящении присутствовали: митрополит Платон (Удовенко), архиепископ Марк (Петровцы), архиепископ Павел (Пономарёв), глава и сотрудники Генерального консульства, многочисленные соотечественники, проживающие в Бразилии.
В этот же день в Сан-Паулу прошло открытие выставок «Православная Русь», «Современная Россия» и встреча соотечественников.
В ходе визита в Бразилию архипастыри Русской Православной Церкви встретились с представителями тех общин, которые пока не приняли состоявшееся в мае 2007 года воссоединение Русской Зарубежной Церкви с Церковью в Отечестве.
29 октября делегация прибыла в столицу Бразилии — город Бразилиа.
Вечером того же дня в одном из крупнейших залов города Бразилиа прошла торжественная церемония открытия фестиваля российского кино, на которой в том числе присутствовали митрополит Платон (Удовенко), митрополит Иларион (Капрал), архиепископ Марк (Петровцы), архиепископ Павел (Пономарёв), епископ Евтихий (Курочкин), епископ Иоанн (Берзинь), глава «Росатома» С. В. Кириенко, Посол России в Бразилии Владимир Тюрденев, начальник департамента культуры МИД Бразилии Элизабет-Софи Бальса, вице-президент Счётной палаты Бразилии Убиртан Агуйар. По словам организаторов, фестиваль даёт возможность местным жителям познакомиться с современным российским кино, о котором в Бразилии практически ничего не известно.
30 октября состоялась встреча вице-президента Бразилии Жозе Аленкара Гомиса да Сильвы с митрополитом Платоном (Удовенко), митрополитом Илариом (Капралом), главой «Росатома» Сергеем Кириенко, послом России в Бразилии Владимиром Тюрденевым. Вице-президент Бразилии сказал: «Географически наши страны далеки друг от друга, но по духу мы очень близки: народ Бразилии восхищается российской культурой, российским народом», особо подчеркнув, что в настоящее время необходимо «наращивать межгосударственный диалог».

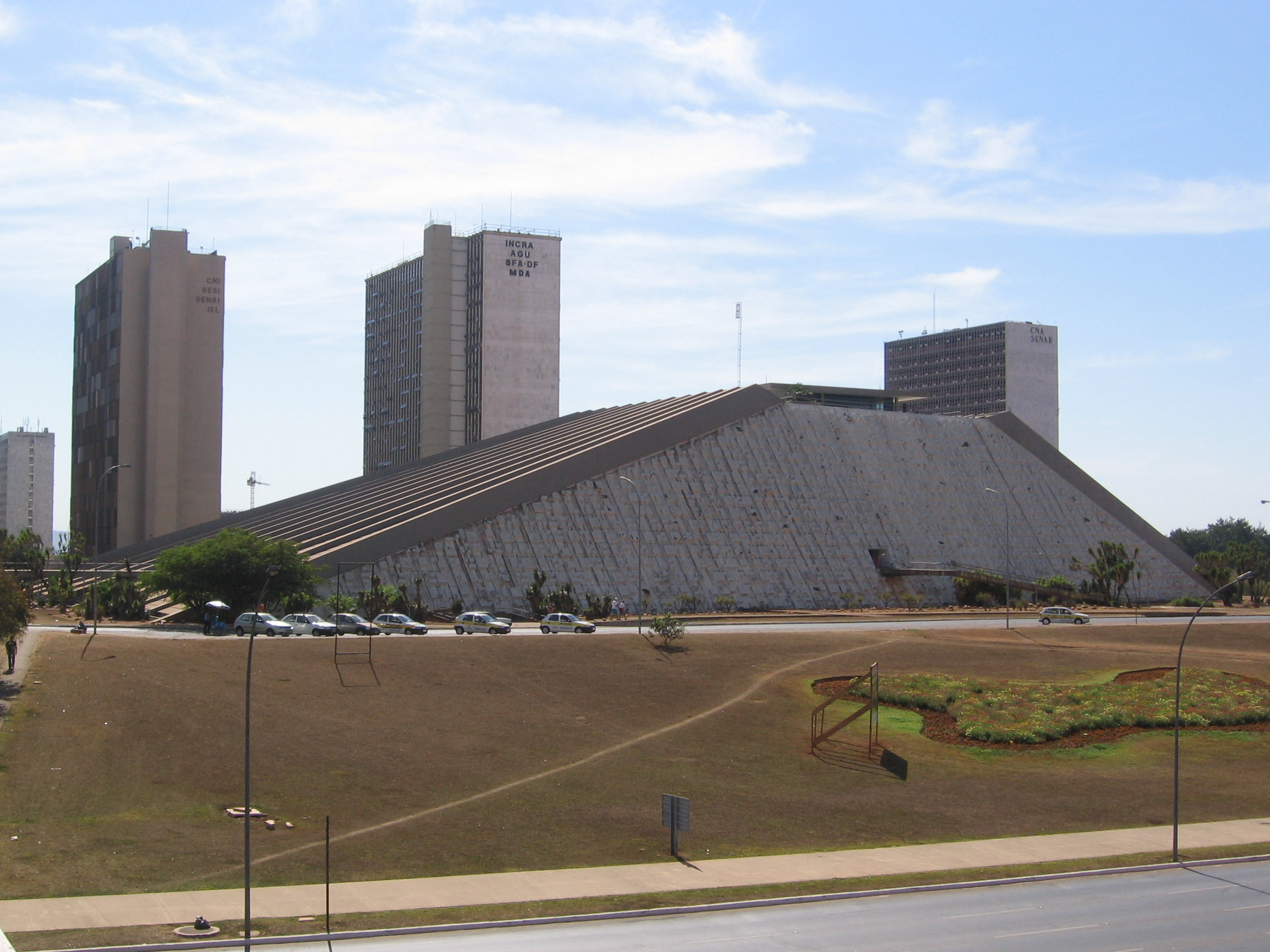
Национальный театр имени Клаудиу Сантору в городе Бразилиа

В тот же день в здании Национального театра были организованы выставки «Православная Русь» и «Современная Россия». Торжественную церемонию открытия возглавили митрополит Платон (Удовенко), глава «Росатома» Сергей Кириенко, посол России в Бразилии Владимир Тюрденев, генеральный директор группы компаний «Рестэк» Сергей Трофимов. Представители Российского государства и Русской Православной Церкви рассказали собравшимся о прошлом и настоящем Российской Федерации, о деятельности Синодальных отделов Московского Патриархата, о взаимоотношениях власти и духовенства. Вечером того же дня в Национальном театре прошёл концерт Хора московского Сретенского монастыря.
Дни России в Бразилии завершились 31 октября праздничным приёмом в Посольстве России в городе Бразилиа. По просьбам собравшихся, перед гостями мероприятия вновь выступил Хор московского Сретенского монастыря.

## Аргентина
31 октября в Буэнос-Айрес прибыли митрополит Аргентинский и Южно-Американский Платон (Удовенко), митрополит Восточно-Американский и Нью-Йоркский Иларион (Капрал), архиепископ Хустский и Виноградовский Марк (Петровцы), архиепископ Рязанский и Касимовский Павел (Пономарёв), епископ Домодедовский Евтихий (Курочкин), епископ Каракасский Иоанн (Берзинь) и сопровождающее их духовенство. В аэропорту их встречали: Посол Российской Федерации в Аргентине Юрий Корчагин, настоятель Воскресенского собора Русской Зарубежной Церкви протоиерей Владимир Скалон, духовенство Аргентинской и Южно-Американской епархии Московского Патриархата.

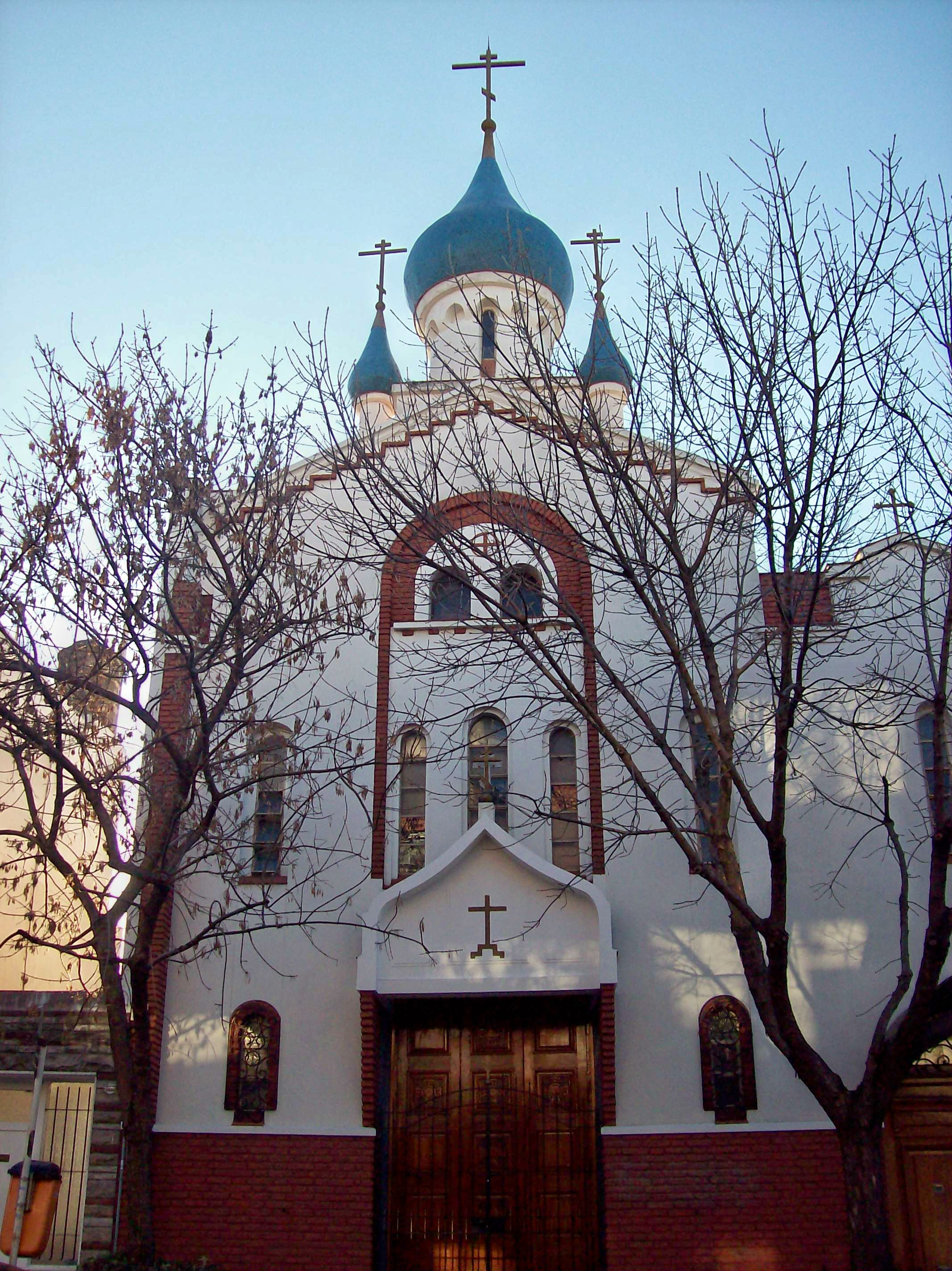
Воскресенский кафедральный собор в Буэнос-Айресе

1 ноября епископ Иоанн (Берзинь) в Воскресенском соборе Буэнос-Айреса возглавил всенощное бдение. За богослужением молились митрополиты Платон, Иларион, архиепископы Марк и Павел, епископ Евтихий. По окончании богослужения настоятель собора протоиерей Владимир Скалон преподнёс епископу Иоанну митру почившего правящего архиерея — епископа Александра (Милеанта), скончавшегося в 2005 году, отметив: «В настоящее время епархия находится, к сожалению, в расстроенном состоянии. Но мы надеемся, что Вам, Владыка, удастся с Божией помощью преодолеть все трудности».
2 ноября те же архиереи совершили Божественную литургию в Воскресенском соборе Русской Зарубежной Церкви в Буэнос-Айресе. Иерархам сослужили члены прибывшей в Аргентину для участия в Днях России делегации в священном сане, клирики Воскресенского собора, духовенство Аргентинской и Южно-Американской епархии. Пел хор московского Сретенского монастыря. На малом входе клирик собора диакон Николай Радич за многолетнее служение Святой Церкви был возведён в сан протодиакона.
После литургии в Воскресенском соборе в Буэнос-Айресе представители делегации Русской Православной Церкви, посол России в Аргентине Юрий Корчагин, председатель Комитета по международным делам Государственной Думы Федерального Собрания Российской Федерации К. И. Косачёв и директор Федеральной службы России по военно-техническому сотрудничеству М. А. Дмитриев возложили цветы к подножию памятника святому равноапостольного великого князя Владимиру на улице Бульнез, после чего Первоиерарх Русской Зарубежной Церкви митрополит Иларион (Капрал) совершен молебен перед памятником и окропил молящихся святой водой. У памятника крестителю Руси молились также митрополит Платон (Удовенко), архиепископ Марк (Петровцы), епископ Евтихий (Курочкин), епископ Иоанн (Берзинь) и другие члены российской делегации, соотечественники, местные жители. Под открытым небом Хор московского Сретенского монастыря исполнил православные песнопения во славу основателя, крестителя и просветителя Святой Руси. Митрополит Платон отметил, что в наши дни миссия Русской Православной Церкви обширна и заключается в том, чтобы нести миру свет своей веры, рассказывать людям в разных частях земного шара о жизни Православия.
Затем мероприятия продолжились в этнокультурном центре «Родизио» близ города Лухан, расположенного в 50 километрах от столицы Аргентины, где от имени Русской Зарубежной Церкви был дан приём по случаю местных торжеств в честь восстановления единства Русской Православной Церкви, состоявшегося 17 мая 2007 года.
3 ноября в Буэнос-Айресе митрополит Платон (Удовенко), митрополит Иларион (Капрал), епископ Иоанн (Берзинь), посол России в Аргентине Юрий Корчагин, протоиерей Николай Балашов, протоиерей Владимир Скалон встретились с первый заместителем министра иностранных дел Аргентины Витторио Таччетти, государственным секретарём по культам Министерства иностранных дел Аргентины посол Гильермо Оливери, заместителем секретаря по культам посол Хуаном Ландабуру, генеральным директором по католическому культу Луисом Густавом Сагьером и представителем главного управления регистрации культов Андреа де Вита. Митрополит Иларион представил епископа Каракасского Иоанна, сообщив, что этот архипастырь будет нести ответственность за приходы Русской Зарубежной Церкви в Аргентине и других странах Южной Америки.
В тот же день в здании юридического факультета Аргентинского государственного университета — одной из самых крупных площадок Буэнос-Айреса — состоялась торжественная церемония открытия выставок «Православная Русь» и «Современная Россия». Участниками мероприятия прибывшие в Аргентину иерархи Русской православной церкви, правящий архиерей Буэнос-Айресской митрополии Константинопольского Патриархата митрополит Буэнос-Айресский и Южно-Американский Тарасий (Антонопулос), посол России в Аргентине Ю. П. Корчагин, руководитель комитета по международным делам Государственной Думы Федерального Собрания Российской Федерации К. И. Косачёв, генеральный директор группы компаний «Рестэк» С. Н. Трофимов и многие другие. В ходе церемонии прозвучали поздравления митрополиту Илариону (Капралу) по случаю дня его тезоименитства.
По окончании мероприятия перед собравшимися выступил Константин Косачёв, который отметил: «Последнее время я часто слышал такие слова: „Россия возвращается в Латинскую Америку“. Но это не совсем так, потому что Русь Православная никогда из Латинской Америки не уходила», отметил, напомнив собравшимся, что первый русский православный храм был открыт в Аргентине в конце XIX века. «Когда мы говорим, что Россия возвращается, то это, прежде всего, означает возврат той, прежней России в наши сердца».
Затем там же при полном аншлаге (в зале рассчитанном на 1200 мест, собралось около двух тысяч человек) двухчасовой прошёл концерт хора московского Сретенского монастыря. Среди многочисленных слушателей концерта были первый заместитель министра иностранных дел и культов Аргентины Витторио Таччетти, послы ряда государств, представители аргентинской общественности, клирики и прихожане приходов Аргентинской епархии Московского Патриархата и Буэнос-Айресской епархии Русской Зарубежной Церкви, включая и тех, кто не находился в общении с Архиерейским Синодом РПЦЗ.

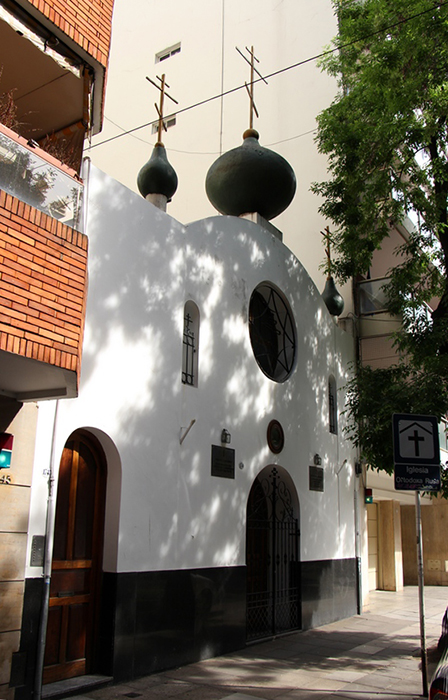
Благовещенский кафедральный собор

4 ноября в день Казанской иконы Божией Матери в Благовещенском кафедральном соборе Московского Патриархата состоялось торжественное архиерейское богослужение, которое совершили иерархи Русской православной церкви, прибывшие в Аргентину, а также архиепископ Буэнос-Айресский и всей Аргентины Силуан (Муса) (Антиохийский Патриархат) в сослужении членов российской делегации в священном сане, клирики Антиохийского Патриархата, Аргентинской епархии Московского Патриархата, а также Русской Зарубежной Церкви. В храм была доставлена чудотворная Державная икона Пресвятой Богородицы. В алтаре молился и причастился митрополит Буэнос-Айресский и Южно-Американский Тарасий (Антонопулос) (Константинопольский Патриархат). За богослужением в Благовещенском соборе Буэнос-Айреса пел хор московского Сретенского монастыря. Архиепископ Силуан сказал: «Мне выпала большая радость — разделить молитву на этой литургии вместе со своими братьями из Русской Православной Церкви», особо отметив, что он стал «свидетелем нелицемерной взаимной любви иерархов Русской Православной Церкви».
Кроме того, Державная икона Божией Матери была принесена в Свято-Троицкий собор Буэнос-Айреса, который принадлежал общине, не принявшей Акта о каноническом общении. По словам митрпоолита Илариона «Это было сделано, чтобы показать нашу любовь и молитву о тех, кто до сих пор не принял воссоединения, показать, что мы их не забываем и молимся о них». Предполагалось совершить совместный молебен. Российский посол в Аргентине звонил настоятелю храма протоиерею Александру Ивашевичу и уговаривал согласиться, но безрезультатно: державную икону в итоге привезли в Свято-Троицкий собор, но молебна у неё не служили. Верующие прикладывались к ней в благоговейной тишине.
C 4 по 7 ноября архиепископ Хустский и Виноградовский Марк побывал в провинции Миссионес, где проживает большое число потомков выходцев из России и с Украины. Архиепископ Марк посетил места, связанные с историей эмиграции, встретился со многими прихожанами и отслужил заупокойные литии по выдающимся почившим соотечественникам. 6 ноября в Троицкой церкви города Обера он совершил Божественную литургию, на которой, несмотря на рабочий день, собралось множество соотечественников. Архиепископ Марк рассказал богомольцам о Днях России в странах Латинской Америки, а также о том, как и чем сегодня живёт Российское государство, Русская Православная Церковь.
5 ноября Дни России открылись в городе Мар-дель-Плата. Перед началом программы мероприятий состоялась встреча с мэром города Густаво Пулти представителей делегации, прибывшей в Мар-дель-Плата для участия в Днях России. Во встрече приняли участие: митрополит Платон (Удовенко), митрополит Иларион (Капрал), протоиерей Николай Балашов, советник-посланник Посольства Российской Федерацции в Аргентине А. В. Щетинин, заместитель директора департамента Министерства иностранных дел России А. Б. Гусев, заместитель мэра по международным делам Рикардо Серда, секретарь по культуре Мар-дель-Платы Хорхе Родригес, представители российских соотечественников, проживающих в Мар-дель-Плата.
В мэрии города были установлены экспозиции выставок «Православная Русь» и «Современная Россия». Посетителей встречал чудотворный Державный образ Пресвятой Богородицы. На торжественной церемонии открытия Дней России в Мар-дель-Плата советник-посланник Посольства Российской Федерации в Аргентине А. В. Щетинин отметил: «Эти выставки призваны показать всем нашим друзьям и соотечественникам, проживающим в странах Латинской Америки, как живёт наша современная Россия».
Вечером того же дня в театре «Колон» состоялось выступление Хора московского Сретенского монастыря. Несколько сотен жителей города, желающих послушать прославленный коллектив, не смогли попасть в зал из-за нехватки свободных мест.
6 ноября состоялся молебен в микрорайоне Альфар Мар-дель-Платы у строящегося храма святых Царственных страстотерпцев, который совершили митрополит Платон (Удовенко), митрополит Иларион (Капрал), архиепископ Павел (Пономарёв). От лица представителей российского дипломатического корпуса Аргентины собравшихся богомольцев приветствовал Посол России в Аргентине Ю. П. Корчагин.
В этот же день в Мар-дель-Плате прошла встреча соотечественников и открылась книжная выставка.
В ходе пребывания в Аргентине церковной делегации состоялись встречи её членов с клириками и мирянами РПЦЗ, которые не приняли Акт о каноническом единстве и вышли из подчинения Архиерейского Синода Русской Зарубежной Церкви.
Книжная ярмарка в Мар-дель-Плате продолжила действовать и после отъезда русской делегации и завершилась 25 ноября. Во время работы выставки, которую посетили десятки тысяч человек, с успехом прошли Дни России, организованные Русским Домом в Мар-дель-Плате и Российским центром науки и культуры в Буэнос-Айресе. Они включали кинопоказы, концерты русской музыки, лекции.

## Чили
8 ноября русская делегация прибыла в Сантьяго. Вечером того же дня иерархи Русской Православной Церкви посетили православный домовый храм Русской Зарубежной Церкви во имя святого Нектария Эгинского, расположенный в здании экономического факультета Чилийского государственного университета, где митрополит Восточно-Американский и Нью-Йоркский Иларион (Капрал) возглавил всенощное бдение на церковнославянском и испанском языках. За богослужением молились митрополит Аргентинский и Южно-Американский Платон (Удовенко), архиепископ Хустский и Виноградовский Марк (Петровцы), архиепископ Рязанский и Касимовский Павел (Пономарёв), епископ Домодедовский Евтихий (Курочкин), епископ Каракасский Иоанн (Берзинь).
9 ноября митрополит те же иерархи совершили Божественную литургию в церкви святого апостола и евангелиста Иоанна Богослова. Архипастырям сослужили: архимандрит Тихон (Шевкунов), протоиерей Николай Балашов, а также клирики двух православных приходов Русской православной церкви Сантьяго — архимандрит Феодосий (Рейес), протоиерей Алексий Аэдо, священник Иоанн Кинтрекура. Пели хор московского Сретенского монастыря и хор Иоанно-Богословского храма, исполнявший песнопения на испанском языке, так как больше половины членов этих двух общин являлись коренными чилийцами. В Иоанно-Богословский храм была принесена Державная икона Божией Матери. На богослужении присутствовали Посол России в Чили Юрий Филатов, руководитель комитета по международным делам Государственной Думы Федерального Собрания Российской Федерации Константин Косачёв.
На Божественной литургии в сан диакона митрополитом Восточно-Американским и Нью-Йоркским Иларионом был рукоположен иподиакон церкви святого Нектария столицы Чили Роберто Леон.
По окончании богослужения членов собравшихся прихожан православных общин Русской Православной Церкви в Чили тепло приветствовал митрополит Аргентинский и Южно-Американский Платон (Удовенко). Он на испанском языке рассказал богомольцам о программе Дней России в странах Латинской Америки, познакомил с представительной делегацией, поведал историю обретения чудотворного Державного образа Царицы Небесной, милостью Божией принесенного в Сантьяго, отметив, что «Русская Церковь объединяется перед этой иконой». Митрополит Восточно-Американский и Нью-Йоркский Иларион отметил: «Отрадно видеть здесь столько верующих православных людей». По мнению архипастыря, Господь даже зло обращает ко благу. Так, в результате страшной трагедии начала XX века, когда миллионы людей были вынуждены покинуть Россию, русское рассеяние стало «семенами веры, и Святое Евангелие было проповедано повсюду, где селились эмигранты».
9 ноября митрополит Аргентинский и Южно-Американский Платон и митрополит Восточно-Американский и Нью-Йоркский Иларион совершили на русском кладбище в Сантьяго заупокойную литию по скончавшемуся в 1971 году архиепископу Чилийскому Леонтию (Филипповичу) (Русская Зарубежная Церковь) и всем почившим соотечественникам, похороненным на этой латиноамериканской земле. За богослужением, в частности, молились архиепископ Марк (Петровцы), архиепископ Павел (Пономарёв), епископ Евтихий (Курочкин), епископ Иоанн (Берзинь), посол Российской Федерации в Чили Ю. А. Филатов, руководитель комитета по международным делам Государственной Думы Федерального Собрания Российской Федерации К. И. Косачёв. Пел хор московского Сретенского монастыря. Для поклонения верующих перед кладбищенской часовней была установлена Державная икона Богоматери.
После богослужения члены церковной делегации беседовали с собравшимися на кладбище соотечественниками, в том числе и с теми, которые входят в общину Троице-Казанского храма в Сантьяго, настоятель которой архимандрит Вениамин (Вознюк) отделился в 2000-е годы от Русской Зарубежной Церкви. Многие из них высказали желание восстановления единства. Как отметил протоиерей Николай Балашов: «Прихожане Троицкого храма говорили нам о своем желании быть вместе с Русской Православной Церковью. Однако очень пожилой настоятель прихода (архимандриту Вениамину 82 года), к сожалению, пока живёт в круге привычных ему представлений о безбожной и коммунистической России. И, несмотря на то, что он охотно вступил в контакт, переубедить его весьма трудно».
10 ноября в Университете Сантьяго-де-Чили были открыты выставки «Православная Русь» и «Современная Россия». Участниками торжественной церемонии стали митрополит Аргентинский и Южно-Американский Платон, митрополит Восточно-Американский и Нью-Йоркский Иларион, митрополит Сантьянго и всего Чили Сергий (Абад) (Антиохийский Патриархат), посол России в Чили Юрий Филатов, руководитель комитета по международным делам Государственной Думы Федерального Собрания Российской Федерации Константин Косачёв, генеральный директор группы компаний «Рестэк» Сергей Трофимов, проректор Университета Сантьяго-де-Чили профессор Педро Нарварте, Послы Болгарии, Египта и иные представители дипломатического корпуса. Далее в одном из залов Университета Сантьяго-де-Чили прошёл концерт Хора московского Сретенского монастыря.
В этот же день в Сантьяго прошли семинар для соотечественников и торжественный приём в Посольстве России в Чили. На праздничном вечере Посол России в Чили Юрий Филатов рассказал собравшимся гостям о проекте Дни России в странах Латинской Америки.
11 ноября в Военной академии сухопутных войск Чили прошёл концерт Хора московского Сретенского монастыря, послушать который собрались многие сотни слушателей, в том числе представители дипломатического корпуса. Перед началом концерта Посол России в Чили Юрий Филатов представил на испанском языке певчих и познакомил с историей Сретенской обители, а также с программой Дней России в странах Латинской Америки.
12 ноября архимандрит Тихон (Шевкунов) в присутствии архиереев — членов делегации Русской Православной церкви совершил освящение резиденции Посла России в Чили.
13 ноября русская делегация отбыла в Парагвай.

## Парагвай
13 ноября 2008 года русская делегация прибыла в Парагвай. В аэропорту имени Сильвио Петтиросси города Асунсьон гостей встречали руководитель Представительства Росзарубежцентра в Аргентине и Парагвае Д. И. Кравцов, начальник консульского отдела Посольства Российской Федерации в Аргентине Ю. В. Хлебников и представители компании «Рестэк».

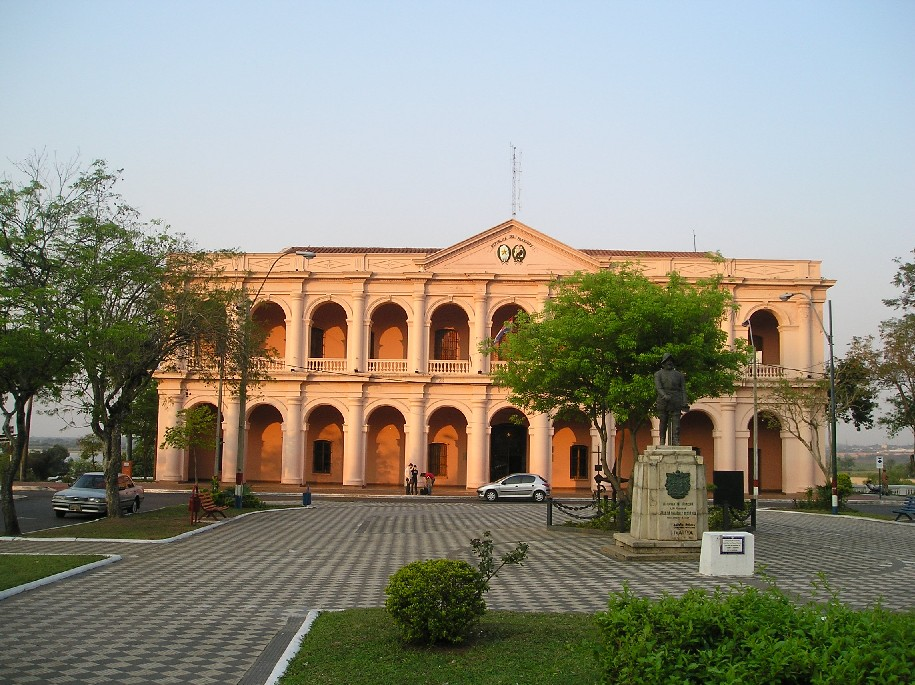
Культурный центр Республики

14 ноября 2008 года в Культурном центре Кабильдо в Асунсьоне состоялось открытие выставок «Православная Русь» и «Современная Россия». Участниками церемонии стали митрополит Аргентинский и Южно-Американский Платон (Удовенко) и другие архиереи, входящие в состав церковной делегации, а также Посол России в Парагвае Юрий Корчагин, статс-секретарь — заместитель министра транспорта Российской Федерации Сергей Аристов, помощник секретаря Совета безопасности России Владимир Завершинский, генеральный директор группы компаний «Рестэк» Сергей Трофимов, директор Культурного центра Кабильдо Маргарита Марселе. Перед открытием выставок руководитель Представительства Росзарубежцентра в Аргентине и Парагвае Дмитрий Кравцов совместно с Почётным консулом Российской Федерации в Республике Парагвай Игорем Флейшером-Шевелевым зачитали Резолюцию № 015/2008 DGCCC от 5 ноября 2008 года муниципалитета г. Асунсьон о признании Дней России событием муниципального значения. На презентацию пришли воспитанники местных католических воскресных школ, соотечественники, представители российского дипломатического корпуса. В ходе бесед с представителями общины русских и их потомков в Парагвае, пришедшими на открытие выставки, выяснились духовные нужды наших соотечественников, которые просили об организации постоянных православных богослужений в столице страны и в городе Энкарнасьон
14 ноября в Театре Национального банка Парагвая прошёл концерт Хора московского Сретенского монастыря. Выступление стало заключительным в рамках программы Дней России в странах Латинской Америки. В ходе концерта Посол Российской Федерации в Парагвае Юрий Корчагин огласил постановление мэрии Асунсьона, согласно которому хору Сретенского монастыря присвоено звание почётного гостя столицы Парагвая.
15 ноября в столице Парагвая прошла торжественная церемония открытия в храме Успения Божией Матери, также именуемом Пантеоном национальных героев Парагвая, мемориальной доски «Русским героям Парагвая от помнящей России», посвящённой русским героям Чакской войны 1932—1935 годов. В открытии приняли участие митрополит Аргентинский и Южно-Американский Платон (Удовенко), митрополит Восточно-Американский и Нью-Йоркский Иларион (Капрал), архиепископ Хустский и Виноградовский Марк (Петровцы), архиепископ Рязанский и Касимовский Павел (Пономарёв), епископ Домодедовский Евтихий (Курочкин), епископ Каракасский Иоанн (Берзинь), посол Российской Федерации в Парагвае Юрий Корчагин, члены делегации, прибывшей в Парагвай для участия в Днях России. В храме были установлены венки от благодарной России. Почётный караул отдал воинские почести русским военачальникам, сражавшимся за Парагвай в ходе Чакской войны 1932—1935 годов. Затем митрополит Аргентинский и Южно-Американский Платон и митрополит Восточно-Американский и Нью-Йоркский Иларион совершили заупокойную литию по генералу Ивану Тимофеевичу Беляеву, вождям и воинам и всем православным христианам, почившим в Парагвае. Своды Пантеона (он же храм Девы Марии) впервые огласило мощное пение хора московского Сретенского монастыря.
Во второй половине дня в здании культурного центра «Cabildo» при Национальном Конгрессе Парагвая состоялся семинар для соотечественников, организованный Представительством Росзарубежцентра в Аргентине и Парагвае. В нём приняли участие руководитель Представительства Росзарубежцентра Д. И. Кравцов, епископ Каракасский Иоанн (Берзинь), Президент Фонда поддержки соотечественников за рубежом, доктор политических наук Т. В. Полоскова, профессор Московского гуманитарного педагогического института Т. В. Савченко, заместитель начальника Управления по работе с соотечественниками и странами СНГ и Прибалтики Росзарубежцентра Э. А. Соколов. В ходе семинара особое внимание было уделено вопросам приходской жизни православных общин страны, консолидации всех волн эмиграции, изучения русского языка и расширению присутствия Росзарубежцентра в Парагвае.
В тот же день в Покровском храме города Асунсьон епископ Каракасский Иоанн (Берзинь) возглавил вечерню. За богослужением молился Посол России в Парагвае Юрий Корчагин. Для поклонения верующих в храм Покрова Пресвятой Богоматери была принесена Державная икона Царицы Небесной.
16 ноября в заключительный день Дней России в странах Латинской Америки митрополит Иларион (Капрал), митрополит Платон (Удовенко), архиепископ Марк (Петровцы), архиепископ Павел (Пономарёв), епископ Евтихий (Курочкин), епископ Иоанн (Берзинь) совершили в Покровском храме города Асунсьона Божественную литургию. Богослужения сопровождались песнопениями мужского хора Сретенского монастыря. Многие прихожане смогли впервые за несколько лет причаститься. Первоиерарх Русской Зарубежной Церкви представил нового настоятеля храма — епископа Каракасского Иоанна и пожелал, чтобы для окормления паствы в скором времени в Парагвай приехал священнослужитель: на протяжении нескольких лет в Республике не было православного священника.
На этом программа Дней России в странах Латинской Америки завершилась. Дни России получили широкое освещение в центральных прессе и телеканалах Парагвая.

## Значение и результаты
Митрополит Смоленский и Калининградский Кирилл по поводу целей состоявшихся «Дней России» сказал:

Впервые я побывал в Латинской Америке, в Аргентине в 1975 году. Уже тогда у меня возникла мысль, что будущее христианства во многом будет зависеть от происходящего в России и на южноамериканском континенте. <…> У нашего народа оставался огромный религиозный потенциал. И такой же потенциал чувствовался в Латинской Америке. Мы сегодня много говорим о необходимости многополярного мира, так вот Латинская Америка, как и Россия, безусловно, является одним из мировых полюсов. Это не периферия, это цивилизационный центр. Один из центров. Не развивать наши отношения было бы величайшей ошибкой. Политики и дипломаты ведут интеллектуальный диалог — на уровне сознания. Экономисты и бизнесмены общаются на уровне кармана и желудка, что тоже очень важно. Но настоящей дружбы между народами не может быть, пока не задействован сердечный фактор. Мы ведь называем человека другом не в силу выгоды или схожести культурных предпочтений. Мы говорим «друг», если чувствуем, что наше сердце открывается ему навстречу. Именно с этой целью мы сюда и приехали. Но тот факт, что часть приходов Русской Зарубежной Церкви не воссоединилась с Московским Патриархатом, тоже является причиной — не единственной, но важной — нашего здесь присутствия.

Митрополит Аргентинский и Южно-Американский Платон (Удовенко) отметил, что проведение «Дней России» способствовало преодолению негативного образа России: по его наблюдениям местные СМИ многие годы порождали недоверие к Русской Православно Церкви, выплескивая на экраны малейшие несчастья и скандалы в России и не показывая практически ничего доброго о далёкой северной стране. «В наше время коммунизма не стало, а предвзятое отношение к России сохранилось». И оно влияет в том числе на настроения потомков русских эмигрантов. «Эта совместная миссия Русской Церкви, министерства культуры и МИД России призвана также показать тем нашим братьям, которые ещё воздерживаются от церковного единства, что нам вместе и лучше, и проще. Что нет никаких сложностей, которых боялись (некоторые говорили, что Московской Патриархии паства РПЦЗ не нужна, а нужна недвижимость). Посмотрите, сколько храмов в России построено и строится в последнее время!». Митрополит Платон отметил, что в ходе Дней России в странах Латинской Америки представители Московского Патриархата и РПЦЗ встречались и беседовали с влиятельными людьми, остающимися пока в стороне от церковного единства.
Архимандрит Тихон (Шевкунов), отметил, что не согласен с теми «церковными людьми», которые недоумевают, «зачем предпринимать такие огромные усилия для горстки раскольников, которых и двух сотен не будет в каждой стране, а в Чили, например, и того — не более двух десятков», говоря, что для него «необычайно важно было (в первую очередь — как ещё одно подтверждение правильного пути нашей Церкви) благословение Святейшего Патриарха особо заботиться именно об этих отвратившихся от Церкви людях. Это ещё одно подтверждение того, что евангельский дух, повелевающий пастырю, оставив многих овец, отправиться на разыскание одной заблудшей, — жив в нашей Церкви».
Епископ Евтихий (Курочкин) отмечал:

Об огромной поддержке, полученной от нашей миссии, говорили соотечественники буквально в каждом пункте нашего маршрута. А если бы вы видели, какие овации устраивали хору Сретенского монастыря на каждом концерте «испаноязычные»?! Рауль Кастро, например, дважды в восхищении подбегал и радостно хлопал по плечу регента хора. Выступления продолжались по два с половиной часа, но люди стояли в проходах, и не всем хватало места даже чтобы постоять в зале. Но всего важнее, настоящим откровением для тех и других были слова заместителя министра культуры РФ А. Е. Бусыгина: «Православная Россия — это и есть современная Россия». И люди, посетившие наши мероприятия, почувствовали это раньше, чем большинство сограждан у нас в России. Это была настоящая русская весна в Латинской Америке, — не только природная, но духовная.

Вместе с тем, епископ Евтихий отметил и недостатки в организации торжеств: «программа была очень насыщенной, поэтому встречи с русскими людьми происходили в основном только на семинарах соотечественников. Они проводились в каждом городе нашего маршрута. К сожалению, времени для общения на этих семинарах катастрофически не хватало. Частные встречи были возможны только на приёмах в посольствах, на выставках и других мероприятиях. Кстати, цейтнот приводил к курьёзным случаям, когда фотовыставки, к которым местные жители проявляли огромный интерес, сворачивались уже через несколько часов после открытия».
Первоиерарх РПЦЗ митрополит Иларион (Капрал) отметил:

Для всех участников это было очень значимое событие. Архиереи и священники из России познакомились с бытом приходов Зарубежной Церкви. Русскоязычная диаспора впервые молилась за богослужениями, совершаемыми сонмом священнослужителей двух ветвей Русской Церкви. Тысячи латиноамериканцев посредством выставки «Православная Россия», концертов хора московского Сретенского монастыря и общения с православными священниками приобщились к богатствам русского Православия.

Митрополит Рязанский и Касимовский Павел (Пономарёв) отмечал: «Я не думаю, конечно, что за одну поездку можно изменить людей, хотя семена посеяны, и это мы ощутили практически сразу. <…> Чувствуется, что народ очень восприимчив к Православию, люди понимают, что католическая Церковь утратила святоотеческое и литургическое наследие. Сегодня это даже не Церковь, а скорее социальный институт взаимопомощи и социального служения. Наша поездка, думаю, была только началом добрых взаимоотношений с проживающими в странах Латинской Америки эмигрантами и местным населением. В будущем было бы очень неплохо открыть в Латинской Америке не только приход, но и епархию Русской Православной Церкви».
24 декабря 2008 года Священный Синод Русской православной церкви отметил «важность состоявшихся мероприятий в рамках Дней России в странах Латинской Америки» и признал необходимыми «дальнейшие усилия, направленные на укрепление присутствия Русской Православной Церкви в Латинской Америке и упрочение духовных и культурных связей с нашими соотечественниками, проживающими в данном регионе».
В 2010 году министр культуры РФ Александр Авдеев так оценил Дни России в странах Латинской Америки: «Сложилась яркая, запоминающаяся картина современной жизни России и российской культуры, для которой духовность исторически служила непременной основой и продолжает оставаться важным источником вдохновения. Дни России в странах Латинской Америки широко освещались нашими средствами информации и не были незамечены зарубежной прессой, которая назвала их „возвращением России“ в этот регион. Хочется надеяться, что такие мероприятия будут продолжены и в будущем. Тем более что встречены они были с необыкновенной теплотой и интересом»
Директор Латиноамериканского департамента МИД России Юрий Корчагин в 2011 году назвал Дни России в странах Латинской Америки «одним из наиболее показательных, массовых и резонансных культурных фестивалей последних лет» и отметил, что «Мы планируем повторить нечто подобное в ближайшие годы».